# Homogene differentiaalvergelijking
Een homogene differentiaalvergelijking is  een differentiaalvergelijking van eerste orde, met een algemene vorm die kan geschreven worden als:
{\displaystyle P(x,y)\,\mathrm {d} x+Q(x,y)\,\mathrm {d} y=0}
waarin {\displaystyle P(x,y)} en {\displaystyle Q(x,y)} beide een homogene veelterm in {\displaystyle x} en {\displaystyle y} zijn, met gelijke graad {\displaystyle k}.
Dit is wiskundig equivalent met een andere algemene vorm, die men regelmatig vindt:
{\displaystyle F(x,y)\,\mathrm {d} x+\mathrm {d} y=0}
waarbij {\displaystyle F(x,y)} dan homogeen van orde nul is. In dit artikel wordt de eerste hierboven vermelde algemene vorm behandeld. Het Engelstalige artikel over dit onderwerp doet hetzelfde, maar dan voor de tweede algemene vorm.

## Oplossingsmethode
Gezien {\displaystyle P(x,y)} en {\displaystyle Q(x,y)} beide homogeen zijn met dezelfde graad levert de substitutie:
{\displaystyle y=t\,x,\quad \mathrm {d} y=x\,\mathrm {d} t+t\,\mathrm {d} x}
de vergelijking:
{\displaystyle x^{k}P(1,t)\,\mathrm {d} x+x^{k}Q(1,t)\,(x\,\mathrm {d} t+t\,\mathrm {d} x)=0}
Hierin kan nu de factor met de {\displaystyle k}-de macht van {\displaystyle x} worden weggedeeld. Na vervolgens de termen wat te herschikken vindt men:
{\displaystyle {\frac {\mathrm {d} x}{x}}+{\frac {Q(1,t)\,\mathrm {d} t}{P(1,t)+t\,Q(1,t)}}=0}
of korter:
{\displaystyle {\frac {\mathrm {d} x}{x}}+F(t)\,\mathrm {d} t=0}
Door scheiden van veranderlijken krijgt men:
{\displaystyle {\frac {\mathrm {d} x}{x}}=-F(t)\,\mathrm {d} t}
De algemene oplossing is bijgevolg:
{\displaystyle \ln(x)+\int F(t)\,\mathrm {d} t=C}
met {\displaystyle C} een willekeurige constante, en waarin ten slotte de variabele {\displaystyle t} weer dient te worden vervangen door
{\displaystyle t=y/x}
Het uiteindelijke resultaat is een familie impliciete functies van {\displaystyle x} en {\displaystyle y}, waarbij de  aanwezigheid van de willekeurige reële factor {\displaystyle C} voor het oneindige aantal oplossingen zorgt.

## Voorbeeld
De vergelijking:
{\displaystyle (x-y)\,\mathrm {d} x+(x+y)\,\mathrm {d} y=0}
is homogeen van orde 1. Na substitutie {\displaystyle y=t\,x} wordt dit:
{\displaystyle x(1-t)\,\mathrm {d} x+x(1+t)\,(t\,\mathrm {d} x+x\,\mathrm {d} t)=0}
en ten slotte:
{\displaystyle {\frac {\mathrm {d} x}{x}}+{\frac {1+t}{1+t^{2}}}\,\mathrm {d} t=0}
zodat de algemene oplossing wordt:
{\displaystyle \ln(x)+{\tfrac {1}{2}}\,\ln(1+t^{2})+\arctan(t)=K}
na subsitutie  {\displaystyle t=y/x} kan dit verder worden omgewerkt tot de familie van impliciete functies:
{\displaystyle \ln(x^{2}+y^{2})+2\,\arctan \left({\frac {y}{x}}\right)=2K}

## Een herleidbaar geval
Een differentiaalvergelijking van de vorm:
{\displaystyle (Ax+By+E)\,\mathrm {d} x+(Cx+Dy+F)\,\mathrm {d} x}
kan worden herleid tot een homogene differentiaalvergelijking door een lineaire verschuiving van het assenkruis, zowel in de x-richting als in de y-richting. De mate waarin wordt verschoven wordt bepaald door de oplossing van het stelsel:
{\displaystyle Ax+By+E=0}
{\displaystyle Cx+Dy+F=0}

### Voorbeeld
Bij de vergelijking:
{\displaystyle (3x+y-7)\,\mathrm {d} x+(2x-y-3)\,\mathrm {d} x}
levert dit stelsel een oplossing:
{\displaystyle x=2;\quad y=1}
De subsititutie
{\displaystyle x=u+2;\quad y=v+1}
maakt van deze differentiaalvergelijking een homogene van graad 1:
{\displaystyle (3u+v)\,\mathrm {d} u+(2u-v)\,\mathrm {d} v=0}